# عز (روستا)
 عز  (در عربی:  اَلعَزْ )
نام روستایی است در عزلهٔ (مخلاف العود)، در دهستان الغُربان از توابع استان 
عَدَن در کشور یمن در شبه جزیره عربستان. 

## جمعیت
جمعیت آن (۱۱۹ ) نفر (۲۰ خانوار) می‌باشد.